# 雲峰北街駅
雲峰北街駅（うんほうほくがい-えき）は中華人民共和国遼寧省瀋陽市鉄西区に位置する瀋陽地下鉄1号線の駅である。

## 駅構造
島式ホーム1面2線の地下駅で、ホームドア設置駅。出口はC・Dの2箇所ある。
のりば
駅西側から、
| ■1号線 | 鉄西広場・張士・十三号街方面   |
| ■1号線 | 瀋陽駅・青年大街・黎明広場方面 |

## 駅周辺
- 瀋陽市康隆堂薬房
- 東北大薬房
- 紅太陽大薬房巴塞羅那店
- 新偉庭苑
- 春峰卓球会館
- 童馨幼児園
- 雲峰花園

## 歴史
- 2010年9月27日 - 開業。

## 隣の駅
瀋陽地下鉄
■1号線
鉄西広場駅 - 雲峰北街駅 - 瀋陽站駅